# Yeongjo van Joseon
Koning Yeongjo, geboren als Yi Geum, was de 21ste vorst die regeerde over de Koreaanse Joseondynastie. Hij volgde zijn half-broer Gyeongjong op.
Yeongjo was een confuciansist in hart en nieren. Over hem wordt beweerd, dat hij de klassieke geschriften beter kende dan de ambtenaren aan het hof. Het was dan ook tijdens zijn bewind dat het confucianisme zijn hoogtijdagen beleefde in Korea.

## Prins Sado
De zoon van Yeongjo en zijn beoogde opvolger prins Sado was geestelijk ziek. Hij vermoordde willekeurig mensen die aan het hof werkzaam waren en verkrachtte diverse vrouwen. Hoewel het aan het hof verboden was te drinken, raakte Sado aan alcohol verslaafd. Ook nam hij prostituees mee naar het paleis. Yeongjo weigerde zijn eigen zoon om te laten brengen en Sado weigerde de instructies van zijn vader op te volgen om zelf een einde aan zijn leven te maken. Op een hete dag in augustus 1767 werd Sado opgedragen om plaats te nemen in een kist waarin normaliter rijst werd opgeslagen. De kist werd afgesloten en acht dagen later stierf de prins.

## Vervolging van Katholieken
Yeongjo was de eerste Joseon vorst die actie ondernam tegen het opkomende Rooms-katholicisme. In de 18de eeuw begon het katholieke geloof steeds meer volgelingen aan te trekken. Vooral in de provincies Gangwon en Hwanghae. In 1758 werd het katholieke geloof officieel door Yeongjo verboden.

## Opvolging
Negen jaar na de dood van zijn zoon, stierf Yeongjo. Hij werd opgevolgd door zijn kleinzoon, de zoon van prins Sado, Jeongjo.

## Volledige postume naam
- Koning Yeongjo Jangsun Jihaeng Sundeok Yeongmo Uiryeol Jang-ui Hong-yun Gwang-in Donhui Checheon Geongeuk Seonggong Sinhwa Daeseong Gwang-un Gaetae Giyeong Yomyeong Suncheol Geon-geon Gonyeong Baemyeong Sutong Gyeongryeok Honghyu Junghwa Yungdo Sukjang Changhun Jeongmun Seonmu Huigyeong Hyeonhyo de Grote van Korea
- 영조장순지행순덕영모의렬장의홍윤광인돈희체천건극성공신화대성광운개태기영요명순철건건곤영배명수통경력홍휴중화융도숙장창훈정문선무희경현효대왕
- 英祖莊順至行純德英謨毅烈章義洪倫光仁敦禧體天建極聖功神化大成廣運開泰基永堯明舜哲乾健坤寧配命垂統景曆洪休中和隆道肅莊彰勳正文宣武熙敬顯孝大王

- Bibliothèque nationale de France: cb121170324 (data)
- Gemeinsame Normdatei: 119473496
- International Standard Name Identifier: 0000 0000 6675 7904
- Library of Congress Control Number: n85022224
- Nationale Bibliotheek van Israël: 987007270164705171
- Nederlandse Thesaurus van Auteursnamen: 072315164
- Système universitaire de documentation: 029572843
- Virtual International Authority File: 22952308
- WorldCat: E39PBJckMCjqrtmDtxjBYhC84q